# Prioniturus flavicans
La lorito-momoto amarillento (Prioniturus flavicans) es una especie de ave psitaciforme de la familia Psittaculidae endémica de Indonesia. 

## Distribución
Se encuentra únicamente en el norte de la isla de Célebes e islas menores adyacentes. Su hábitat natural son los bosques de tierras bajas húmedas tropicales. Esta especie está amenazada por la pérdida de hábitat.